# Varteks
Varteks je hrvatska tvrtka sa sjedištem u Varaždinu. Bavi se proizvodnjom modnih artikala od tekstila, maloprodajom tekstilnih artikala te proizvodnjom tkanina.

## Povijest
Varteks je u sadašnjem obliku nastao 1948. godine nacionalizacijom dioničkog društva Tekstilne industrije Varaždin (Tivar). Inače, Tivar je osnovana 1. studenog 1918. godine kao dioničko društvo čeških industrijalaca i hrvatskih trgovaca. Od svog osnivanja Tivar je brzo usvojio proizvodnju pamučnih i vunenih tkanina 1922. godine, dok proizvodnju odjevnih artikala počinje 1926. godine. Mreža maloprodaje započela je 1929. godine.

### Proizvodnja Levi's proizvoda
Pogon za proizvodnje jeans odjeće u Novom Marofu pokrenut je 1983. godine prema licenciji američke kompanije Levi Strauss &. Co. Proizvodnja je ugašena 2007., a distribucija proizvoda prekinuta 2013. godine.

## Proizvodi
Varteks se bavi proizvodnjom tkanina, artikala napravljenih iz tkanina za tržište široke potrošnje, izrada artikala posebne namjene (sigurnost, radna odjeća, zaštita na radu, vojne svrhe), izrada artikala na ugovor, te maloprodajom modnih artikala. Za tržišta široke potrošnje Varteks proizvodi razne modne artikle za: žene, muškarce i za djecu, ovi artikli se prodavaju u raznim trgovinama, u trgovinama koje su u vlasništvu Varteksa ili preko internetskih kanala prodaje. Varteks u svom vlasništvu posjeduje mnogo robnih maraka od koje su sljedeće u opticaju:
- Phillipe Vartin
- Luis Fabre
- Edora
- Focus
- Varteks International
- Di Caprio
- Fynch Hatton
- Varteks Young

## Poslovanje
Varteks sačinjavaju sljedeći pravni subjekti:
- Varteks d.d.
- Varteks Pro d.o.o.
- Varteks ESOP d.o.o.
- V-projekt d.o.o.

## Vanjske poveznice
- Službene stranice tvrtke  Arhivirana inačica izvorne stranice od 5. rujna 2019. (Wayback Machine)
- Varteks Hrvatska tehnička enciklopedija, portal hrvatske tehničke baštine. LZMK